# Platybrachys sanguiflua
Platybrachys sanguiflua är en insektsart som först beskrevs av Walker 1858.  Platybrachys sanguiflua ingår i släktet Platybrachys och familjen Eurybrachidae. Inga underarter finns listade i Catalogue of Life.